# یاسوهیتو موریشیما
یاسوهیتو موریشیما (انگلیسی: Yasuhito Morishima؛ زادهٔ ۱۸ سپتامبر ۱۹۸۷) بازیکن فوتبال اهل ژاپن است.
از باشگاه‌هایی که در آن بازی کرده‌است می‌توان به باشگاه فوتبال سرزو اوساکا، باشگاه فوتبال جوبیلو ایواتا، و باشگاه فوتبال کاوازاکی فرونتال اشاره کرد.
وی همچنین در تیم ملی فوتبال زیر ۲۰ سال ژاپن بازی کرده‌است.